# Агентите на ЩИТ
„Агентите на ЩИТ“  (на английски: Marvel's Agents of S.H.I.E.L.D.) е американски телевизионен сериал, създаден за телевизионния канал ABC от Джос Уидън, Джед Уидън, Мориса Танчароен по комикса на Марвел, „ЩИТ“.
Разказва се за измислена мироопазваща и шпионска агенция в един свят, населен със супергерои и многобройни свръхестествени явления, който е част от Киновселената на Марвел. Сериалът е произведен от ABC Studios, Marvel Television и Mutant Enemy Productions, а неговата премиера е на 24 септември 2013 г.
На 8 май 2014 г. „Агентите на ЩИТ“ е подновен за втори сезон, а премиерата му е на 23 септември 2014 г. На 7 май 2015 г. сериалът е подновен за трети сезон, която премиера е на 29 септември 2015 година. През март 2016 г. сериалът е подновен за четвърти сезон. На 14 май 2018 г. сериалът е подновен за шести сезон от 13 епизода, който се излъчва от 10 май 2019 година. На 16 май 2018 г. преди премиерата на шестия, сериалът е подновен за седми сезон, който ще е последния за сериала.
Последният сезон се излъчва от 27 май до 12 август 2020 година.

## Резюме
В първия сезон, историята се върти главно около малка група агенти на агенцията „Щ. И. Т.“ (Щаб за Интервенция и Тактическа Защита), начело на които е агент Фил Колсън, които са събрани за да се справят със странни свръхестествени събития и борба с най-различни супергерои. Всеки случай е изпитание за екипа в сътрудничество и изобретателност, тъй като те се опитват да работят заедно, опитвайки се да спасят света от заплахи. Всеки един от тях е различен и има своите умения, което превръща екипа един от най-добрите в агенцията, а техният шеф Колсън е ветеран в подобни битки и е уважаван от всички в агенцията. Отборът на Колсън се състои от специалиста по шпионаж и битки – Грант Уард, пилотът и експерта по бойни изкуства Мелинда Мей и брилянтните и странни учени Лео Фиц и Джема Симънс, които ще бъдат присъединени от цивилния и потенциален нов агент и хакер – Скай.
Във втория сезон, след като попречват на ХИДРА, Колсън става директор на Щ.И.Т. и трябва да възстанови агенцията. Мей ще продължава да се грижи за Колсън, който е под въздействието на извънземно ДНК. Уард е хвърлен в затвора, след като предава ЩИТ и става ясно, че е бил агент на ХИДРА. След като оцеляват нападението от Уард, Фиц остава в кома, което съсипва Симънс. Скай, вече агент, разкрива тайната зад своя произход. Умният наемен стрелец Ланс Хънтър също се присъединява към отбора.
В третия сезон, директор Колсън и агент Дейзи „Скай“ Джонсън продължават да търсят нечовеци със суперсили, но скоро разбират, че не са единствените които ги търсят. Мелинда излиза на ваканция с бившия си съпруг, а агент Боби Морс се възстановява след измъчването си от Уард. Фиц е обсебен от това да разкрие истината зад изчезването на Симънс. Появяват се нови лица, като нечовека Линкълн Кембъл и техника Алфонзо „Мак“ Макензи. Истината за произхода на ХИДРА се разкрива и се появява древно и могъщо създание.
В четвъртия сезон, след като се връщат от друга планета, Колсън и екипа му са решени да унищожат ХИДРА веднъж и завинаги. Заради Соковското съгласие, Щ.И.Т. отново функционира като правителствена органиция. Защото Колсън официално е обявен като мъртъв, агенцията си има нов директор, а Колсън става агент. Дейзи / Трус се обвинява за смъртта на Линкълн, а връзката на Фиц и Симънс се развива. Роби Рейес / Призрачният ездач се появява в живота на агентите, а Холдън Радклиф продължава тайния си проект за Живите Примамки с Изкуствен Интелект.
В петия сезон, след като успешно се измъкват от Рамката, Колсън и екипа му са отвлечени изпратени в апокалиптично бъдеще, където света е унищожен, а човешкия вид робува на извънземна раса. Докато Колсън и другите се опитват да оцеляват в космически кораб в бъдещето, Фиц, който остава в настоящето, търси начини да си върне приятелите. Знанието за бъдещето променя отбора завинаги.
В шестия сезон, отборът предотвратява апокалиптичното бъдеще, но губят Колсън и Фиц. Може би има шанс за завръщането на двамата. Фиц от миналото е все още някъде в космоса, и се появява Сардж, който носи лицето на Колсън. Мак става новия директор на Щ.И.Т., но връзката му с агент Елена „Йо-йо“ Родригез приключва. От бъдещето пристига и внукът на Фиц и Симънс – Дийк Шоу. Появяват се и две извънземни раси, които представляват смъртна опасност за Земята.

## Главни герои
- Кларк Грег – Фил Колсън и Пачакути / Сардж
- Минг-На Уен – Мелинда Мей
- Брет Далтън – Грант Уард и Алвиус / Хайв
- Клоуи Бенет – Дейзи „Скай“ Джонсън / Трус
- Елизабет Хенстридж – Джема Симънс
- Иън де Кастекър – Лео Фиц
- Ник Блъд – Ланс Хънтър
- Ейдриан Палики – Барбара „Боби“ Морс / Присмехулник
- Хенри Симънс – Алфонзо „Мак“ Макензи
- Люк Мичъл – Линкълн Кембъл
- Джон Хана – Холдън Радклиф
- Наталия Кордова-Бъкли – Елена Родригез / Йо-йо
- Джеф Уорд – Дийк Шоу

## В България
В България сериалът започва на 4 февруари 2014 г. по Fox, всеки вторник от 21:00 с повторения в събота от 22:40 и неделя от 19:10. На 27 май са излъчени 17-и и 18-и епизод от 21:00, като 18-и е повторен на следващия ден от 23:40. Следващия вторник (3 юни) е излъчен пак само един епизод (19-и), но не е повторен в събота и неделя. От 10 юни последните епизоди започват да се излъчват във вторник вече от 21:50, а повторенията са преди премиерния епизод в 21:00, събота от 22:45 и неделя от 19:50. От 16 юли до 13 август 2014 г. е излъчено повторение на първи сезон, всеки делник от 20:05. Втори сезон започва на 11 март 2015 г., всяка сряда от 21:55 и приключва на 5 август. На 24 декември започва трети сезон, всеки четвъртък от 22:00 с повторение в събота от 23:00, като от 25 април 2016 вече се излъчва всеки делник от 21:00, а от 9 юни се излъчва отново всеки четвъртък от 22:00 и приключва на 21 юли. На 5 октомври 2016 г. започва четвърти сезон, всяка сряда от 22:00. На 25 януари 2018 г. започва пети сезон, всеки четвъртък от 22:00. На 21 октомври 2019 г. започва шести сезон, всеки понеделник от 22:00. Дублажът е на студио Доли. Ролите се озвучават от артистите Яница Митева, Таня Димитрова, Здравко Методиев, който от шестнайсети епизод на пети сезон е заместен от Радослав Рачев, Илиян Пенев и Васил Бинев.
През октомври 2018 г. започва по Diema, всеки делник от 20:00 с дублажа на студио Доли.